# Hardcastle Lagoon
Die Hardcastle Lagoon ist ein ehemaliger Arm des Waikato River im Rotorua District der Region Waikato auf der Nordinsel von Neuseeland.

## Geographie
Die Hardcastle Lagoon befindet sich an einer Schleife des Waikato River, rund 2,8 km nordöstlich der Ohaaki Geothermal Power Station und rund 26 km nordöstlich von Taupō. Direkt östlich angrenzend ist die kleine Siedlung Broadlands zu finden. Der fast gänzlich vom Fluss abgetrennter Arm umfasst eine Fläche von rund 46 Hektar, erstreckt sich über eine Länge von gut einem Kilometer in Nordwest-Südost-Richtung und misst an ihrer breitesten Stelle rund 620 m. Der Umfang des Gewässers bemisst sich auf rund 4,1 km.
In der Mitte des Arms liegt eine längliche, nach Nordnordwesten ausgerichtete Insel. Sie hat eine Länge von rund 390 m und eine Breite von rund 130 m. Die an den Höhen mit Bäumen bewachsene Insel umfasst eine Fläche von rund 4,1 Hektar.

## Geschichte
Im Jahr 1912 wurde nach eine Änderung des Flusslaufs des Waikato River und dadurch ausgelösten Grenzstreitigkeiten das Gebiet der Hardcastle Lagoon, früher Tahunatara genannt, dem Areal der Broadlands Estate hinzugefügt. Der frühere Flussverlauf zeigte die Grenze zwischen dem Grundstück der Broadlands Estate und dem Land der Ngati Tahu von Te Ohaaki an.